# Diagnòstic genètic preimplantacional

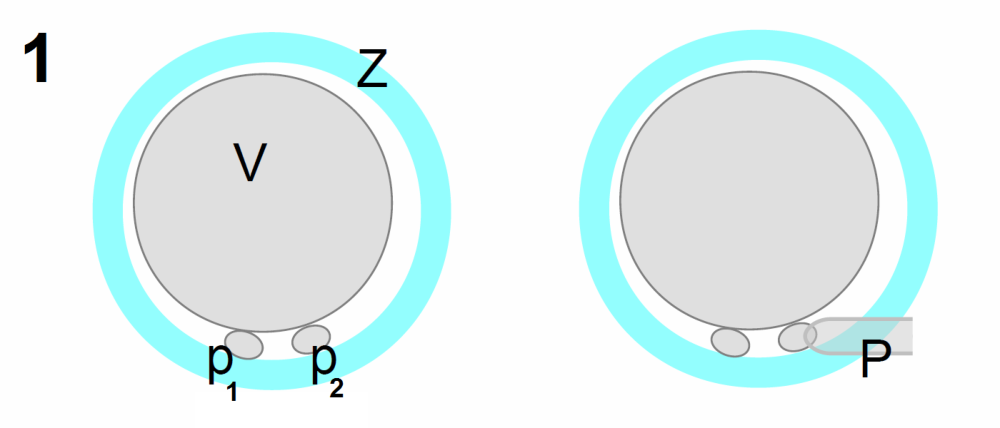
Biòpsia del cos polar

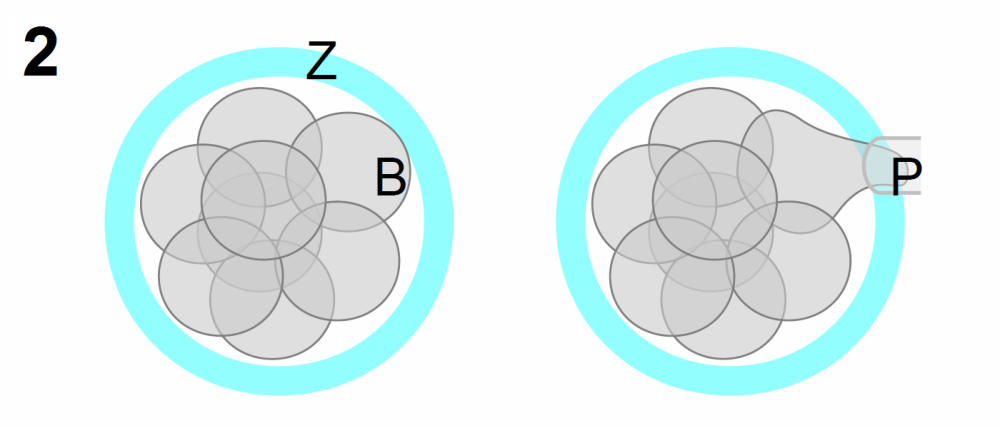
Biòpsia blastomèrica

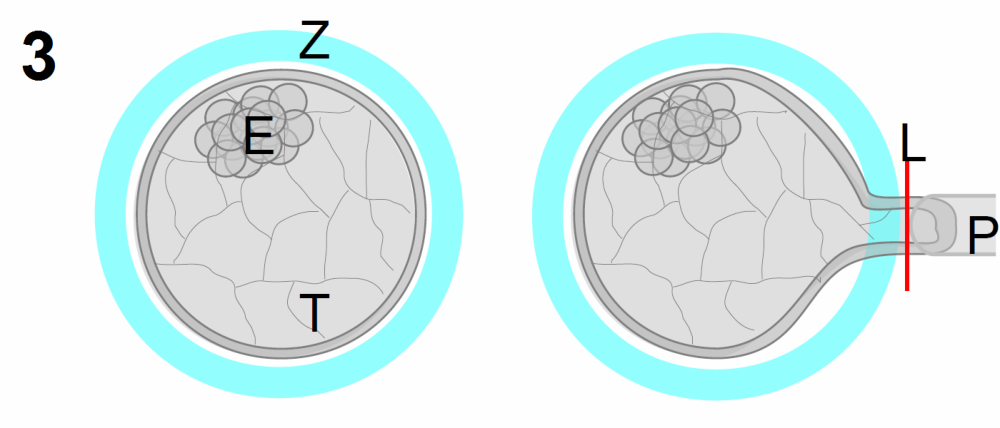
Biòpsia trofodèrmica

El diagnòstic genètic preimplantacional (PGD) és la prova genètica duta a terme sobre el material genètic d'embrions creats per fecundació in vitro (IVF), amb l'objectiu de cercar una certa anormalitat al seu DNA i identificar un embrió sa per poder-lo implantar a l'úter matern. Concretament, el PGD es realitza extraient una cèl·lula de l'embrió en formació i analitzant els seus gens; tot i la pèrdua, l'embrió és capaç de dividir-se i substituir la cèl·lula extreta, ja que totes són cèl·lules totipotents. No obstant això, aquest processament no garanteix completament la no afectació de l'embrió per la malaltia, per això cal assegurar-se amb el diagnòstic per amniocentesi i MVC durant l'embaràs.
El PDG s'ofereix a aquelles parelles amb un alt risc d'engendrar un fill afectat per una malaltia genètica o cromosòmica, malgrat que la proporció d'embaràs amb aquesta tècnica és, igual que amb la FIV per infertilitat, de 30-40% per cicle.